# Knowshon Moreno
Knowshon Rockwell Moreno (Belford, 16 luglio 1987) è un ex giocatore di football americano statunitense che ha militato nel ruolo di running back nella National Football League (NFL). Fu scelto come 12º assoluto nel Draft NFL 2009 dai Denver Broncos. Al college giocò a football all'Università della Georgia.

## Carriera professionistica

### Denver Broncos
Al draft 2009, Moreno fu selezionato come 12ª scelta assoluta dai Denver Broncos. Il 7 agosto 2009 firmò un contratto di 5 anni per un totale di 16,7 milioni di dollari, di cui 13,135 garantiti e un eventuale incentivo di 6,3 milioni in base alle prestazioni ottenute.
Debuttò nella NFL il 13 settembre 2009 contro i Cincinnati Bengals indossando la maglia numero 27. Per indossare quella maglia chiese un permesso, ottenendolo, da parte della signora Rosalind, madre di Darrent Williams, un giocatore dei Broncos rimasto ucciso nel 2007. Il 27 settembre 2009, Moreno segnò il suo primo touchdown da professionista con una corsa da 7 yard contro gli Oakland Raiders. Per ben 4 volte nella sua prima stagione vinse il titolo di miglior rookie della settimana.
Nella stagione successiva, a causa di problemi muscolari ad una gamba, Moreno saltò 3 partite, mentre nelle altre fu fortemente limitato.
Durante la stagione 2011, Moreno divise il ruolo di running back con Willis McGahee, perdendo presto il posto di titolare a causa delle ottime prestazioni di McGahee. Moreno mantenne comunque un primato in carriera di 4,8 yard a possesso. La sua stagione terminò il 15 novembre 2011 quando i Broncos posero Moreno in lista infortunati dopo che questi si infortunò al legamento collaterale anteriore contro i Kansas City Chiefs.
Moreno tornò a giocare nella stagione 2012 segnando un touchdown nella gara di debutto contro i Pittsburgh Steelers. Dopo un fumble nella seconda settimana contro gli Atlanta Falcons, Moreno fu messo in panchina e classificato come inattivo per le 8 settimane successive. Dopo che Willis McGahee fu inserito in lista infortunati per infortuni a un ginocchio e a una gamba, Moreno tornò nel roster attivo. Malgrado voci secondo le quali il rookie Ronnie Hillman avrebbe assunto il ruolo di titolare, Moreno partì invece dall'inizio nella gara successiva contro i Kansas City Chiefs e giocò una solida prestazione correndo 87 yard su 20 possessi e ricevendo 4 passaggi per 26 yard. Due settimane dopo, in trasferta contro gli Oakland Raiders, Moreno corse 119 yard con un record in carriera di 32 corse e segnò un touchdown. Inoltre in quella gara ricevette 4 passaggi per 48 yard.
Nella settimana 15 contro i Baltimore Ravens, Moreno corse 118 yard e segnò un touchdown venendo nominato per la prima volta miglior running back della settimana. La domenica successiva i Broncos ottennero la decima vittoria consecutiva con Moreno che corse 78 yard.
La stagione dei Broncos si concluse nel divisional round dei playoff quando, in uno Sports Authority Field at Mile High congelato, furono sconfitti dopo due tempi supplementari dai Baltimore Ravens. Moreno segnò un touchdown su ricezione prima di infortunarsi e non fare più rientro nella partita.
Nella settimana 2 della stagione 2013, Moreno segnò due touchdown nella agevole vittoria sui Giants e un altro nella settimana 4 contro gli Eagles, nel giorno in cui i Broncos stabilirono il record di franchigia di punti segnati (52). Nella settimana 6, il running back segnò ben tre touchdown nella vittoria sui Jacksonville Jaguars. Due settimane dopo contro i Redskins guidò la squadra con 89 yard ricevute e segnò il suo primo TD su ricezione dell'anno. Nella settimana 12 contro i Patriots corse un nuovo primato in carriera con 224 yard oltre a segnare un touchdown, tuttavia i Broncos furono sconfitti ai supplementari. Tornò a segnare due settimane dopo nella vittoria sui Titans che diede alla sua squadra la matematica qualificazione ai playoff. La sua stagione regolare si concluse con 1.038 yard corse e al quarto posto nella NFL con 10 touchdown su corsa, oltre a 3 su ricezione. Nel primo turno di playoff, Moreno corse 82 yard e un touchdown consentendo ai Broncos di battere in casa i Chargers. Dopo aver battuto i Patriots nella finale della AFC, nel Super Bowl XLVIII contro i Seattle Seahawks, i Broncos furono surclassati dagli avversari per 43-8, il Super Bowl col risultato più a senso unico degli ultimi vent'anni, in cui Moreno corse sole 17 yard su 5 tentativi e ricevette 3 passaggi per 20 yard.

### Miami Dolphins
Il 27 marzo 2014, Moreno firmò un contratto annuale del valore di tre milioni di dollari coi Miami Dolphins. Nella prima partita con la nuova maglia, Moreno fu il miglior giocatore in campo, correndo 134 yard e segnando un touchdown nella vittoria a sorpresa sui Patriots. Per questa prova fu premiato per la seconda volta in carriera come running back della settimana. La domenica successiva fu costretto ad abbandonare il campo a inizio gara a causa di un infortunio. A fine stagione si ritirò

## Palmarès

### Franchigia
- American Football Conference Championship: 1

Denver Broncos: 2013

### Individuale
- Running back della settimana: 2

15ª del 2012, 1ª del 2014
- Rookie della settimana: 4

4ª, 5ª, 12ª e 13ª del 2009
- PFWA All-Rookie Team - 2009

## Vita privata
Il nome di Knowshon è un portmanteau del soprannome di suo padre, Knowledge, e del nome di sua madre, Varashon.